# Корсаковський район (Орловська область)
Корсаковський район (рос. Корсаковский район) — муніципальне утворення у Орловській області.

## Адміністративний устрій
Складається із 7 сільських поселень.